# Tennistoernooi van Miami 2018
|                                          |  |                                   |
| Sloane Stephens, winnares bij de vrouwen |  | John Isner, winnaar bij de mannen |

Het tennistoernooi van Miami van 2018 werd van 20 maart tot en met 1 april 2018 gespeeld op de hardcourtbanen van het Crandon Park in Key Biscayne, nabij de Amerikaanse stad Miami. De officiële naam van het toernooi was Miami Open.
Het toernooi bestond uit twee delen:
- WTA-toernooi van Miami 2018, het toernooi voor de vrouwen
- ATP-toernooi van Miami 2018, het toernooi voor de mannen

## Toernooikalender
- Bron: Tournament Schedule op miamiopen.com

| Miami             | maart 2018 | maart 2018 | maart 2018 | maart 2018 | maart 2018 | maart 2018 | maart 2018 | maart 2018  | maart 2018  | maart 2018   | maart 2018   | maart 2018 | april  |
| Miami             | din 20     | woe 21     | don 22     | vrĳ 23     | zat 24     | zon 25     | maa 26     | din 27      | woe 28      | don 29       | vrĳ 30       | zat 31     | zon 1  |
| ----------------- | ---------- | ---------- | ---------- | ---------- | ---------- | ---------- | ---------- | ----------- | ----------- | ------------ | ------------ | ---------- | ------ |
| vrouwenenkelspel  | 1e ronde   | 1e ronde   | 2e ronde   | 2e ronde   | 3e ronde   | 3e ronde   | 4e ronde   | kwartfinale | kwartfinale | halve finale |              | finale     |        |
| mannenenkelspel   |            | 1e ronde   | 1e ronde   | 2e ronde   | 2e ronde   | 3e ronde   | 3e ronde   | 4e ronde    | kwartfinale | kwartfinale  | halve finale |            | finale |
| vrouwendubbelspel |            |            | 1e ronde   | 1e ronde   | 1e ronde   | 2e ronde   | 2e ronde   | kwartfinale | kwartfinale |              | halve finale |            | finale |
| mannendubbelspel  |            |            | 1e ronde   | 1e ronde   | 1e ronde   | 2e ronde   | 2e ronde   |             | kwartfinale | halve finale |              | finale     |        |

ATP-toernooi van Miami‎ – WTA-toernooi van Miami‎

1985 · 1986 · 1987 · 1988 · 1989 · 1990 · 1991 · 1992 · 1993 · 1994 · 1995 · 1996 · 1997 · 1998 · 1999 · 2000 · 2001 · 2002 · 2003 · 2004 · 2005 · 2006 · 2007 · 2008 · 2009 · 2010 · 2011 · 2012 · 2013 · 2014 · 2015 · 2016 · 2017 · 2018 · 2019 · 2020 · 2021 · 2022 · 2023 · 2024 · 2025